# Савінова Наталія Андріївна
Савінова Наталія Андріївна (31 грудня 1972, Київ) — український правознавець, доктор юридичних наук.
Директор навчально-наукового інституту морського права та менеджменту Національного університету «Одеська морська академія».
Лауреат Премії імені Ярослава Мудрого (2013.р).
Відмінник освіти (2024).
Керівник Наукового центру науково-правових експертиз та прогнозування Науково-дослідного інституту інформатики і права Національної академії правових наук України.
Експерт у галузях кримінального та інформаційного права, інформаційної безпеки та інформаційної віктимології.
Експерт Національного агентства з забезпечення якості вищої освіти.

## Наукова біографія
У 2003 році захистила кандидатську дисертацію «Кримінально-правова характеристика незаконного втручання в роботу електронно-обчислювальних машин (комп'ютерів), систем та комп'ютерних мереж» за спеціальністю 12.00.08 — кримінальне право та кримінологія; кримінально-виконавче право в Інституті держави і права ім. В. М. Корецького Національної академії наук України (науковий керівник — к.ю.н., проф. Андрушко П. П.).
У 2013 році МОН України було присвоєне вчене звання старшого наукового співробітника.
У 2013 році захистила докторську дисертацію «Кримінально-правова політика забезпечення інформаційного суспільства» за спеціальністю 12.00.08 — кримінальне право та кримінологія; кримінально-виконавче право у Львівському державному університеті внутрішніх справ (науковий консультант д.ю.н., проф. Павло Фріс)

## Наукові інтереси
Наукові інтереси пов'язані з кримінально-правовим та інформаційно-правовим регулюванням інформаційної безпеки людини.
Перший вітчизняний дослідник сутратегійчних заходів кримінально-правової політики в убезпеченні розвитку в Україні Інформаційного суспільства.
Першовідкривач ідеї виділення і оцінки комунікативної компоненти у кримінальному праві.
Автор близько 250 наукових праць у сфері:
- стратегії і тактики протидії новітній та трансформованій злочинності в Інформаційному суспільстві,
- кримінально-правовим заходам протидії посяганням на свідомість людини;
- права людини на безпеку спілкування;
- інформаційної віктимології,
- убезпечення інформаційної безпеки людини в умовах гібридної війни і формування поведінкових конфліктів.

## Основні наукові праці
- Савінова Н. А. Кримінально-правове забезпечення розвитку інформаційного суспільства в Україні: теоретичні та практичні аспекти: монографія / Н. А.  Савінова. — К.: ТОВ «ДСК», 2012. — 342 с.
- Савінова Н. А., Ярошенко А. О., Литва Л. А. Правове забезпечення соціальної політики України в умовах розвитку інформаційного суспільства: монографія / Н. А. Савінова, А. О.  Ярошенко, Л. А.  Литва. — К.: Вид-во НПУ ім. М. П. Драгоманова, 2012. — 270 с.
- Савінова Н. А. Кримінально-правова політика та убезпечення інформаційного суспільства в Україні: монографія / Н. А. Савінова. — К.: Ред. журн. «Право України»; Х.: Право, 2013. — 292 с.
- Савінова Н. А. Кримінально-правова комунікація в умовах аномії: аналіз за схемою процесу комунікації Гарольда Д. Лассуелла / Н. А. Савінова. — Теоретичні та практичні проблеми розвитку кримінального права і процесу: матеріали III Всеукраїнського науково-практичного семінару (м. Івано-Франківськ, 04 грудня 2014 року). — Івано-Франківськ: Редакційно-видавничий відділ Івано-Франківського університету права імені Короля Данила Галицького, 2014. — 222 с. — C. 33 — 41.
- Савинова Н. А. Манипулятивные воздействия на сознание человека: к вопросу видения уголовно-правовой доктриной / Н. А. Савинова // Наука кримінального права в системі міждисциплінарних зв'язків: матеріали міжнар. науково-практ. конф. 9-10 жовтня 2014 р. — Х.: Право, 2014. — С. 331—334.
- Савінова Н. А. Віктимологічна профілактика у соціальних мережах: деякі аспекти оптимізації та підвищення ефективності / Н. А. Савінова. — Матеріали всеукраїнської науково-практичної конференції «Особливості формування законодавства України: філософсько-правові, історичні та правові аспекти». — Університет імені короля Данила Галицького (Івано-Франківськ, 6 березня 2013 року). — с. 274—278.
- Савинова Н. А. Совершенствования научного уровня уголовно-правовой политики в условиях информационного общества / П. Л. Фрис, Н. А. Савинова // Заходи кримінально-правового впливу: проблеми нормативної регламентації та ефективності застосування: Матеріали всеукраїнської науково-практичної конференції, м. Одеса, 7 лютого 2014 р. — С. 134—136.
- Савінова Н. А. Умисне поширення недостовірної информації ЗМІ: аргументи на користь потреби криміналізації / Н. А. Савінова // Вісник Асоціації кримінального права України. — 2014. — № 2 (3).- с. 100—112.
- Савінова Н. А. Правові проблеми протидії викликам новітньої злочинності в інформаційному суспільстві / Н. А.  Савінова // Філософські та суспільно-правові проблеми становлення і розвитку інформаційного суспільства: матеріали круглого столу (м. Київ, 20 березня 2013 р.) / упорядн.: Б. І. Андрусишин, І. А. Майстренко, В. Г. Пилипчук, В. М. Фурашев. — Ужгород: ТОВ «ІВА», 2013. — 194 с. — С. 120—127.
- Савінова Н. А. Кібернетична інтервенція, як суспільно небезпечне діяння, що потребує криміналізації / Н. А. Савінова // Вісник Луганського державного університету внутрішніх справ ім. Е. О.  Дідоренка. — 2012. — Спецвипуск 3. — 446 с. — С. 395—403.
- Савінова Н. А. Умисні впливи на свідомість: до питання соціальної обумовленості криміналізації / Н. А. Савінова // Питання боротьби зі злочинністю: зб. наук. пр. / редкол.: В. І. Борисов та ін. — Х.: Право, 2012. — Вип. 23. — 334 с. — С. 111—120.
- Свінова Н. А. Кібернетичний тероризм і сепаратистські заклики: кримінально-правовий огляд проблеми / Н. А. Савінова / Вісник Луганського державного університету внутрішніх справ ім Е. О. Дідоренка. — 2012. — Спецвипуск № 4. — с. 230—238.
- Савінова Н. А. Інформаційні війни у інформаційному суспільстві: до питання обумовленості криміналізації / Н. А. Савінова // Інформаційна безпека людини, суспільства, держави. — 2012. — № 1 (8). — С. 70–73.
- Савінова Н. А. Соціальна обумовленість криміналізації деяких суспільно небезпечних діянь у медіапросторі / Н. А. Савінова // Юридична Україна. — 2011. — № 11. — С. 87–90.
- Савинова Н. Общение в информационном обществе: человеческая потребность, зависимость или… оружие? / Н. Савинова // Юридический портал PravoToday.
- Савінова Н. А. Про сутність кримінально-правового забезпечення розвитку національного сегмента глобального інформаційного суспільства в Україні / Н. А. Савінова // Актуальні проблеми держави і права: збірник наукових праць. — Вип. 55. — Одеса: Юридична література, 2010. — 712 с. — С. 498—502.
- Туляков В. О., Савінова Н. А. To be or not to be / В. О. Туляков, Н. А. Савінова // Юридичний вісник України. — 2014. — № 34. — С. 12-13.
- Савінова Н. А. Інформаційна віктимізація населення України в умовах пропаганди агресії /Н. А. Савінова// Юридичний вісник України. — 2015. — № 33 (1050). — С.12-13.
- Савінова Н. А. Кримінально-правова комунікація у дискурсі ефективності кримінально-правового регулювання /Н. А. Савінова//Право України. — 2015. — № 9. — С.136-141.

## Громадська діяльність
- Член Всеукраїнської громадської організації «Асоціація кримінального права України».
- Член Громадської ради при Міністерстві інформаційної політики України (2014—2016).
- Член правління громадської організації «Асоціація керівників правничих шкіл України».
- Член Ради адвокатів міста Києва (2012—2017).